# ساکاوا، کوچی
ساکاوا، کوچی (به لاتین: Sakawa, Kōchi) یک منطقهٔ مسکونی در ژاپن است که در استان کوچی واقع شده‌است. ساکاوا ۱۴٬۶۰۶ نفر جمعیت دارد.